# Mónica Ayos
Mónica Ayos (ur. 19 czerwca 1973 w Buenos Aires) – argentyńska aktorka.
Znana głównie z rolli Nildy Yadhur („La Turca”) w serialu Jesteś moim życiem. W 2006 roku trafiła na okładkę „Playboya”, którego numer został wydany w argentyńskiej i meksykańskiej edycji magazynu.

## Życie prywatne
W wieku osiemnastu lat urodziła syna, Federico Ayos (ur. 22.05.1992), którego ojcem jest chilijski tancerz Mario Valencia. 28 listopada 2002 wzięła ślub z argentyńskim aktorem Diego Olivera, z którym ma córkę, Victoria Olivera (ur. 2004).

## Filmografia

### Seriale
- 2000: Chabonas
- 2002: Un cortado, historias de café
- 2002: Franco Buenaventura, el profe jako Greta
- 2002: Tiempo final
- 2003: Costumbres argentinas jako Silvana Branco
- 2003: De pé a pá
- 2004: De la cama al living
- 2004–2005: Panadería los Felipe jako Gabriela „Gaby” Miñón
- 2005: Historias de sexo de gente común
- 2005: Pecados capitales
- 2005: Amor en custodia jako Isabella
- 2006–2007: Jesteś moim życiem jako Nilda Yadhur „La Turca”
- 2007: Mujeres asesinas
- 2008: Por amor a vos jako Betty
- 2009–2010: Botineras jako Celeste
- 2009–2010: Herencia de amor jako María Elena Cervero/María Angélica Cervero
- 2011: Triumf miłości jako Leonela Montenegro
- 2011: Volver al ruedo jako Carla
- 2012: La pelu jako Cameo
- 2012: El sustituto
- 2012: Dulce amor jako Paula Paredes
- 2014: Como dice el dicho jako Norma
- 2015: Antes muerta que Lichita jako Valeria Iribarren de De Toledo y Mondragón

### Filmy
- 2002: Mi suegra es un zombie jako Virginia
- 2007: Tres de corazones jako Dora
- 2009: Francia jako Sandra
- 2010: La campana jako Laura